# Byerlee-Gesetz
Das Byerlee-Gesetz ist ein auf empirischem Wege entdecktes physikalisches Gesetz der Felsmechanik, das von dem australischen Geophysiker James Douglas Byerlee experimentell ermittelt wurde. Es gibt an, unter welcher mechanischen Spannung in der oberen Erdkruste Gesteine entlang von Bruchzonen gegeneinander abzugleiten beginnen.

## Nähere begriffliche Eingrenzung
Das Gesetz von Byerlee dient der Abschätzung von mechanischen Spannungen im Gebirge bzw. im Fels, unter der Voraussetzung, dass Bruchzonen im Gestein vorhanden sind. Es basiert auf einer großen Anzahl an Scherversuchen.

## Herleitung
Das Byerlee-Gesetz leitet sich aus dem Schergesetz von Coulomb ab:
{\displaystyle \tau =S_{0}+\mu (\sigma _{n}-P_{f})}
Das Coulomb'sche Schergesetz drückt die lineare Abhängigkeit zwischen der Scherspannung τ  und der Normalspannung σn aus. Es gibt an, bei welchem Spannungszustand ein Material bricht. Die Konstante S0 ist hierbei die Kohäsion (innerer Zusammenhalt oder Festigkeit) des Gesteins, µ der Reibungskoeffizient und Pf der Porenwasserdruck.

## Gesetz
Damit kein Abgleiten entlang von Bruchzonen zustande kommt, muss {\displaystyle \tau <{\tau }_{kritisch}} erfüllt sein. In dieser Ungleichung drückt {\displaystyle {\tau }_{kritisch}} die kritische Scherspannung bereichsweise aus.
Das Byerlee-Gesetz gliedert sich in zwei Teilbereiche.
Für Normalspannungen von 3 bis 200 Megapascal (Tiefenbereich 120 Meter bis 8 Kilometer) gilt die obere Teilangabe:

{\displaystyle \tau <{\tau }_{kritisch}={\begin{cases}0{,}85\cdot \sigma _{n}\;\;\;\;\;\;\;\;\;\;\;\;\;\;\;3\;MPa<\sigma _{n}<200\;MPa\\0,5+0{,}6\cdot \sigma _{n}\;\;\;\;\;\;\;\;\;\sigma _{n}>200\;MPa\;\end{cases}}}

Oberhalb von 200 MPa (d. h. ab einer Teufe von etwa 8 Kilometer) gilt die ebengenannte untere Teilangabe.

## Beurteilung
Das universelle Byerlee-Gesetz, das empirisch anhand von zahlreichen Laborexperimenten erstellt wurde, gibt die maximale Krustenstärke im trockenen Zustand wider (d. h. der Porenwasserdruck Pf = 0). Unter Druckspannung (Kompression) wird ein Maximalwert von 850 MPa für die Erdkruste angenommen (entsprechend einer Teufe von 34 Kilometer), jedoch unter Zugspannung (Dehnung) nur noch 300 MPa.
Das Gesetz ist eine Vereinfachung des Coulomb’schen Schergesetzes. Die Gerade von (1) geht durch den Ursprung, Kohäsion und Porenwasserdruck entfallen. Der Reibungskoeffizient beträgt 0,85. Die Gerade von (2) hat eine Kohäsion von 50 MPa, der Reibungskoeffizient von 0,6 ist geringer als bei (1). Auch hier entfällt der Porenwasserdruck.
Die allgemeine Gleichung des Gesetzes gilt für die gesamte Erdkruste. Da aber die Erdkruste nicht überall aus denselben Gesteinen aufgebaut ist, können sich die jeweiligen Materialkonstanten durchaus unterscheiden. Auch wenn das Gesetz die Wirklichkeit stark simplifiziert, so stellt es generell dennoch eine gute Näherung dar, solange keine allzu hohen Temperaturen im Gestein vorherrschen (Geltungsbereich bis 400 °C).
Laut Brace und Kohlstedt, die an Spannunngsmessungen an hydraulischen Rissen arbeiteten, sagt das Byerlee-Gesetz Horizontalspannungen bis zu einer Tiefe von rund 4 Kilometer zufriedenstellend voraus (4 Kilometer entsprechen in etwa 100 MPa).

## Ergebnis
Hauptergebnis des Byerlee-Gesetzes ist, dass die Reibung von der Gesteinslithologie unabhängig ist. Hiervon ausgenommen sind jedoch Tonminerale, wie beispielsweise Kaolinit, Montmorillonit, Vermiculit und andere. Das Gesetz überdeckt eine große Bandbreite an Materialeigenschaften in Karbonaten und Silikaten, so z. B. Härte und Duktilität. In erster Näherung ist die Reibung außerdem unabhängig von der Gleitgeschwindigkeit und der angetroffenen Rauhigkeit – bei Silikaten bis zu 350 °C.
Um jedoch dynamische Instabilitäten zu erklären, welche sich während des Gleitvorgangs einstellen, müssen neben dem Byerlee-Gesetz andere Variablen in Betracht gezogen werden (neben den bereits genannten Faktoren Härte und Duktilität auch Temperatur, Porenwasser, Verschleiß und andere). Diese Instabilitäten äußern sich im Laborversuch als Stick-Slip-Effekt und im geologischen Maßstab als Erdbeben.

## Notizen zur Historie
James Byerlee veröffentlichte das Gesetz erstmals im Jahr 1978.